# Marcin Lewandowski
Marcin Przemysław Lewandowski (* 13. června 1987, Štětín) je polský atlet, běžec, mistr Evropy v běhu na 800 metrů z roku 2010 a halový mistr Evropy na 1500 metrů z let 2017 a 2019.

## Kariéra
Mezinárodní kariéru započal v roce 2005 na juniorském mistrovství Evropy v litevském Kaunasu, kde v běhu na 1500 metrů obsadil sedmé místo.
V roce 2006 se zúčastnil mistrovství světa v krosu v japonské Fukuoce, kde však v běhu na čtyři kilometry obsadil až 90. místo. Těsně pod stupni vítězů naopak skončil na juniorském MS v Pekingu, kde jako jediný Evropan ve finále osmistovky doběhl na čtvrtém místě v čase 1:48,25. Nejrychlejším v cíli byl Keňan David Lekuta Rudisha za 1:47,40.
V roce 2007 se stal v Debrecínu mistrem Evropy do 22 let. Na letních olympijských hrách v Pekingu postoupil do semifinále, kde obsadil celkové 20. místo.
V roce 2009 skončil na halovém ME v italském Turíně v běhu na 800 metrů na šestém místě. V témže roce vybojoval stříbrnou medaili na ME do 22 let v Kovnu a na Mistrovství světa v atletice 2009 v Berlíně doběhl ve finále v čase 1:46,17 na osmém místě.
O rok později vybojoval v Barceloně na evropském šampionátu v čase 1:47,07 titul mistra Evropy. Stříbrný Brit Michael Rimmer byl o deset setin pomalejší a bronz vybojoval další Polák Adam Kszczot v čase 1:47,22.
Stříbrnou medaili v této disciplíně na evropském šampionátu získal v roce 2016.
V letech 2015 a 2017 se stal halovým mistrem Evropy - nejdříve v běhu na 800 metrů, o dva roky později v běhu na 1500 metrů.
Dvojnásobně stříbrného úspěchu dosáhl v sezóně 2018. Na jaře se stal halovým vicemistrem světa v běhu na 1500 metrů, v létě vybojoval v této disciplíně druhé místo na evropském šampionátu v Berlíně.
V březnu 2019 zvítězil v běhu na 1500 metrů na evropském halovém šampionátu v Glasgow.